# Diego Marani (athlétisme)
Pour les articles homonymes, voir Diego Marani.
Diego Marani (né le 27 avril 1990 à Asola) est un athlète italien, spécialiste du 200 m et du relais.

## Biographie
Le meilleur temps de Diego Marani sur 200 m est de 20 s 77, qu'il a établi à Misano Adriatico en 2012, et qu'il a approché d'un 1/100e à Mersin pour terminer quatrième des Jeux méditerranéens. Le 28 juillet 2013, il remporte le titre italien du 200 m, dans le même temps de 20 s 77 à l'Arena Civica.
après avoir être finaliste lors des Championnats d'Europe 2012 à Helsinki, il bat son record personnel en 20 s 36 lors de ceux de Zurich en demi-finale et termine 5e lors de la finale.
Lors des Relais mondiaux 2015, il fait partie de l'équipe italienne qui établit un temps de 38 s 84 avec Fabio Cerutti, Eseosa Desalu, Diego Marani et Delmas Obou. 